# Таждин, Хнара
Таждин, Хнара (кур. курм. Һʼьнара, Таждин; 23 февраля 1957, с.Прошян, Армения)  — курдская езидская поэтесса, бухгалтер, медсестра. 

## Биография
Родилась 23 февраля 1957 года в Армении, селе Прошян, в семье музыкантов. В 1974 году окончила школу имени Петроса Хевонядна там же. Два года, с 1974 по 1976, училась в мед. училище, позже перевелась на отделение бухгалтерии, на котором проучилась до 1978 года. Сейчас работает бухгалтером.

## Творчество
- 2015 —  «Боль Шангала» (кур. курм.«Кӧла Шәнгале»)